# 郑州市中心医院
郑州市中心医院又称郑州大学附属郑州中心医院，是河南省郑州市的一家三级甲等医院，由5个院区组成。

## 历史
郑州市中心医院始建于1954年，时为“郑州市纺织医院”。1975年改为“郑州市第四人民医院”。1996年成为河南省首批四家之一、郑州市属首家三级甲等医院。1997年，医院改为现名。2011年，医院挂牌“郑州大学附属郑州中心医院”，2016年，郑州市中心医院医疗集团成立。

## 概况
郑州市中心医院是河南省创伤医学中心，拥有胸痛、卒中、心衰、高血压、房颤、心脏康复6个国家级中心。医院拥有康复医学、重症医学、皮肤病学、心血管病学4个河南省医学重点学科，呼吸病学等6个河南省医学重点培育学科，神经病学等13个郑州市医学重点及培育学科，以及2个郑州市中医类重点学科，同时是郑州市创伤救治中心、郑州市肺结节诊疗中心、郑州市危重孕产妇救治中心、郑州市盆底功能障碍性疾病诊疗中心。医院由五个院区组成：主院区桐柏路院区，以及高新院区、康复院区、豫欣院区、文化宫路院区四个分院区。
医院拥有的其他高端科研机构包括：
- 河南省个体化用药基因检测院士工作站
- 河南省博士后研发基地
- 河南省全科医师培养基地
- 郑州大学基础医学院肿瘤生物治疗科研技术转化基地
- 河南省高等学校肿瘤生物治疗重点学科开放实验室
- 华大基因河南临床检验中心
- 郑州市神经医学重点实验室

## 交通
| 市中心医院 | 市中心医院             | 市中心医院             | 市中心医院             | 市中心医院             |
| 编号       | 路线                   | 路线                   | 路线                   | 备注                   |
| ---------- | ---------------------- | ---------------------- | ---------------------- | ---------------------- |
| 203        | 建设西路凯旋路         | ⇆                      | 汽车客运南站           |                        |
| 216        | 已于2023年10月30日停办 | 已于2023年10月30日停办 | 已于2023年10月30日停办 | 已于2023年10月30日停办 |
| 254        | 西三环淮河路           | ⇆                      | 碧沙岗公园西门         |                        |
| G919       | 郑州东站               | ⇆                      | 西三环中原路           |                        |
| B12        | 腊梅路公交站           | ⇆                      | 火车站北港湾           |                        |
| B13        | 电厂路公交站           | ⇆                      | 昆仑路汝河路           |                        |
| B102       | 已于2024年8月12日停办  | 已于2024年8月12日停办  | 已于2024年8月12日停办  | 已于2024年8月12日停办  |
| S139       | 佛岗村公交站           | ⇆                      | 五一公园地铁C口        |                        |
| S153       | 王屋路公交站           | ⇆                      | 伏牛路电器厂           |                        |

| 协作路计划路 | 协作路计划路 | 协作路计划路 | 协作路计划路 | 协作路计划路 |
| 编号         | 路线         | 路线         | 路线         | 备注         |
| ------------ | ------------ | ------------ | ------------ | ------------ |
| S111         | 陇海路洛达庙 | ⇆            | 建设路桐柏路 |              |